# Le Mont-Saint-Michel
Le Mont-Saint-Michel is de gemeente waaronder het getijdeneiland Mont Saint-Michel (dit laatste wordt geschreven zonder lidwoord en zonder streepje na Mont) en het zustereiland Tombelaine vallen. De gemeente maakt deel uit van het departement Manche; er waren op 1 januari 2022 23 inwoners.

## Geografie
De oppervlakte van Le Mont-Saint-Michel bedroeg op 1 januari 2022 3,97 vierkante kilometer; de bevolkingsdichtheid was toen 5,8 inwoners per km².

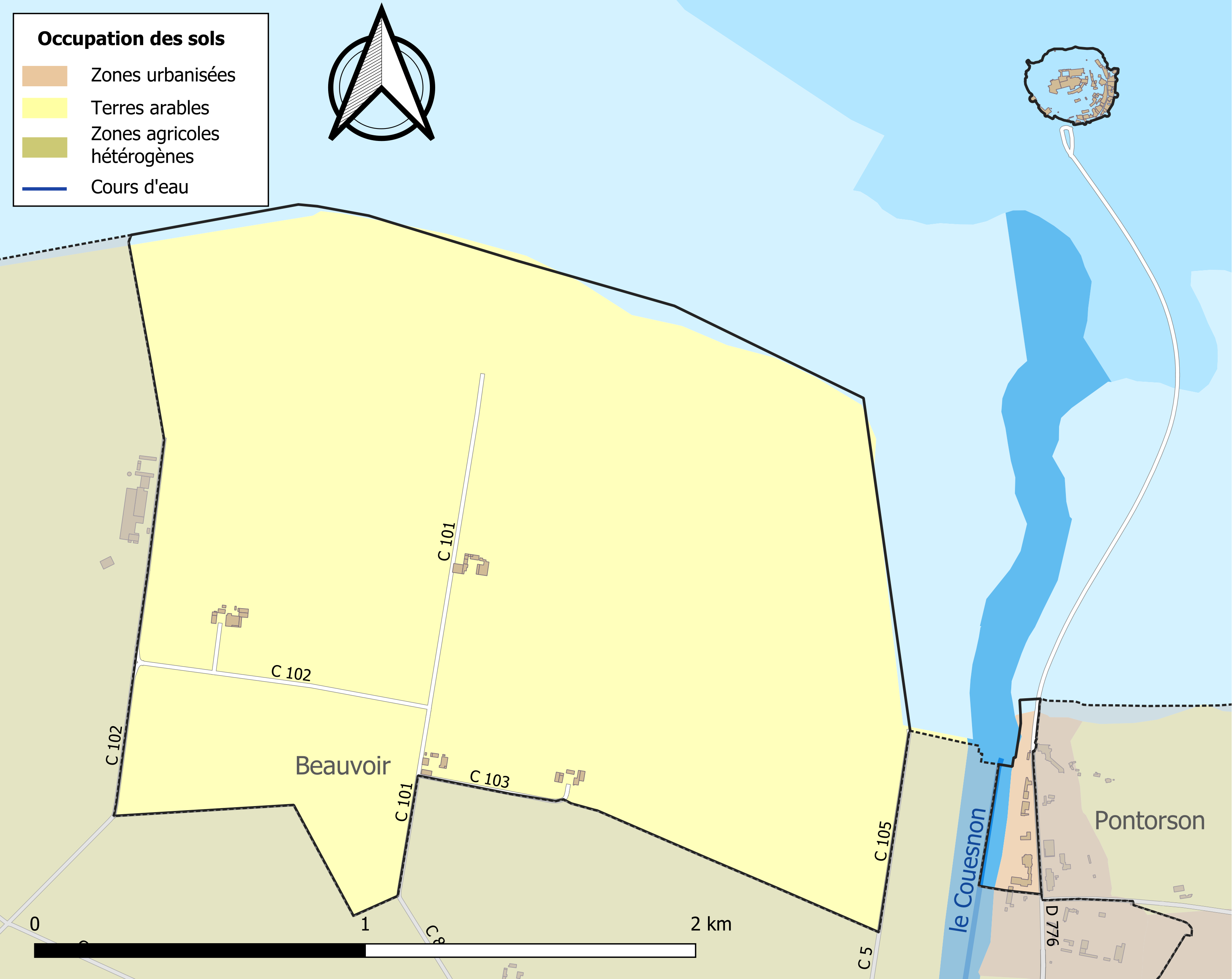
Kaart van de gemeente met de belangrijkste infrastructuur, bodemgebruik en omliggende gemeenten

## Demografie
Onderstaande figuur toont het verloop van het inwonertal (bron: INSEE-tellingen).

## Sport
Le Mont-Saint-Michel was drie keer etappeplaats in de wielerkoers Ronde van Frankrijk. In 1990 won er de Belg Johan Museeuw en in 2013 de Duitser Tony Martin. In  2016 startte de Ronde van Frankrijk in Le Mont-Saint-Michel met een etappe naar Utah Beach. Een passage aan werelderfgoed Mont Saint-Michel is een toeristische trekpleister.

## Bezienswaardigheden
- Zie Mont Saint-Michel, het artikel over het eiland.